# Gerhard Maier (Abt)

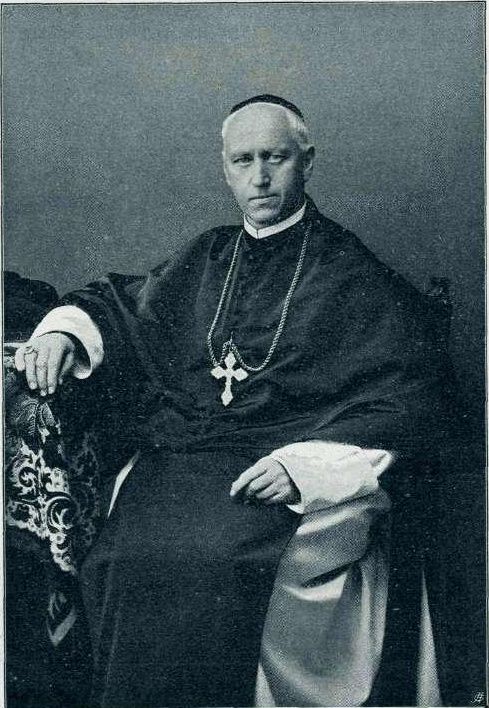
Gerhard Maier als frischgewählter Abt, 1903

Gerhard Maier (* 13. November 1855 in Steinberg, Württemberg; † 20. Mai 1926 in Luzern) war ein deutscher Zisterzienser und von 1903 bis 1912 Abt des Klosters Sittich.

## Leben
Der von einem württembergischen Bauernhof stammende Maier trat kurz vor dem Ende seines Theologiestudiums in die Territorialabtei Wettingen-Mehrerau ein und wurde 1883 Priester. Danach unterrichtete er einige Jahre Latein und Griechisch am Collegium Bernardi. 1888 war er Mitglied der Gruppe von Mönchen, die von Mehrerau aus die 1803 säkularisierte Abtei Marienstatt im Westerwald wiederherstellten. Dort leitete er als Cellerar die Wirtschaftsverwaltung, bis er 1895 als Prior nach Mehrerau zurückberufen wurde.
Als erfahrener ’Klostergründer’ wurde er 1898 zum Prior des ebenfalls von Mehrerau aus wiederbegründeten Klosters Sittich (Stična) in der Krain ernannt und 1903 dort Abt. Wegen der inneren und äußeren Schwierigkeiten (ein deutsches Kloster im slowenischen Umfeld) kam es zu Unstimmigkeiten zwischen dem Abt und einigen Mitbrüdern, so dass Gerhard Maier im Mai 1912 resignierte. Nach seiner Resignation hielt er sich einige Zeit in der Propstei Birnau bei Überlingen am Bodensee auf und ging dann als Dozent der Theologie nach Mehrerau zurück. Er starb 1926 als Hausgeistlicher im Kloster Eschenbach in Luzern.